# Coelorinchus velifer
Coelorinchus velifer és una espècie de peix marí de la família dels macrúrids i de l'ordre dels gadiformes. És un peix d'aigües profundes que viu entre 247-446 m de fondària, endèmic de les Filipines. Va ser descrit pels ictiòlegs C.H. Gilbert i C.L. Hubbs el 1920.